# Miktoniscus medcofi
Miktoniscus medcofi är en kräftdjursart som beskrevs av Van Name 1940. Miktoniscus medcofi ingår i släktet Miktoniscus och familjen Trichoniscidae. Inga underarter finns listade i Catalogue of Life.